# Curcuma flaviflora
Curcuma flaviflora är en enhjärtbladig växtart som beskrevs av Shao Quan Tong. Curcuma flaviflora ingår i släktet Curcuma och familjen Zingiberaceae. Inga underarter finns listade i Catalogue of Life.